# Impeler
Impeler je rotirajoča naprava, ki se uporablja za povečanje (ali zmanjšanje v primeru turbin) pritiska in pretoka tekočine. 
Impelerji lahko poganjajo naprave, kot npr. generator hidroelektrarne, lahko pa se uporabljajo tudi obratno, tako da z elektromotorjem poganjamo impeler - npr. pri centrifugalni črpalki. 
Obstajajo trije glavni tipi: odprt, pol-odprt in zaprt. 
Impelereji so lahko grajeni iz jekla, brona, aluminija, plastike ali drugega materiala.